# Alexandre de Trales
Alexandre de Trales, foi um médico importante em Roma no século VI, autor de um tratado de patologia e terapêutica onde estão reunidos  todos os textos clássicos galénicos com tradições populares e religiosas, cristãs e judaicas.